# Habichtsburg

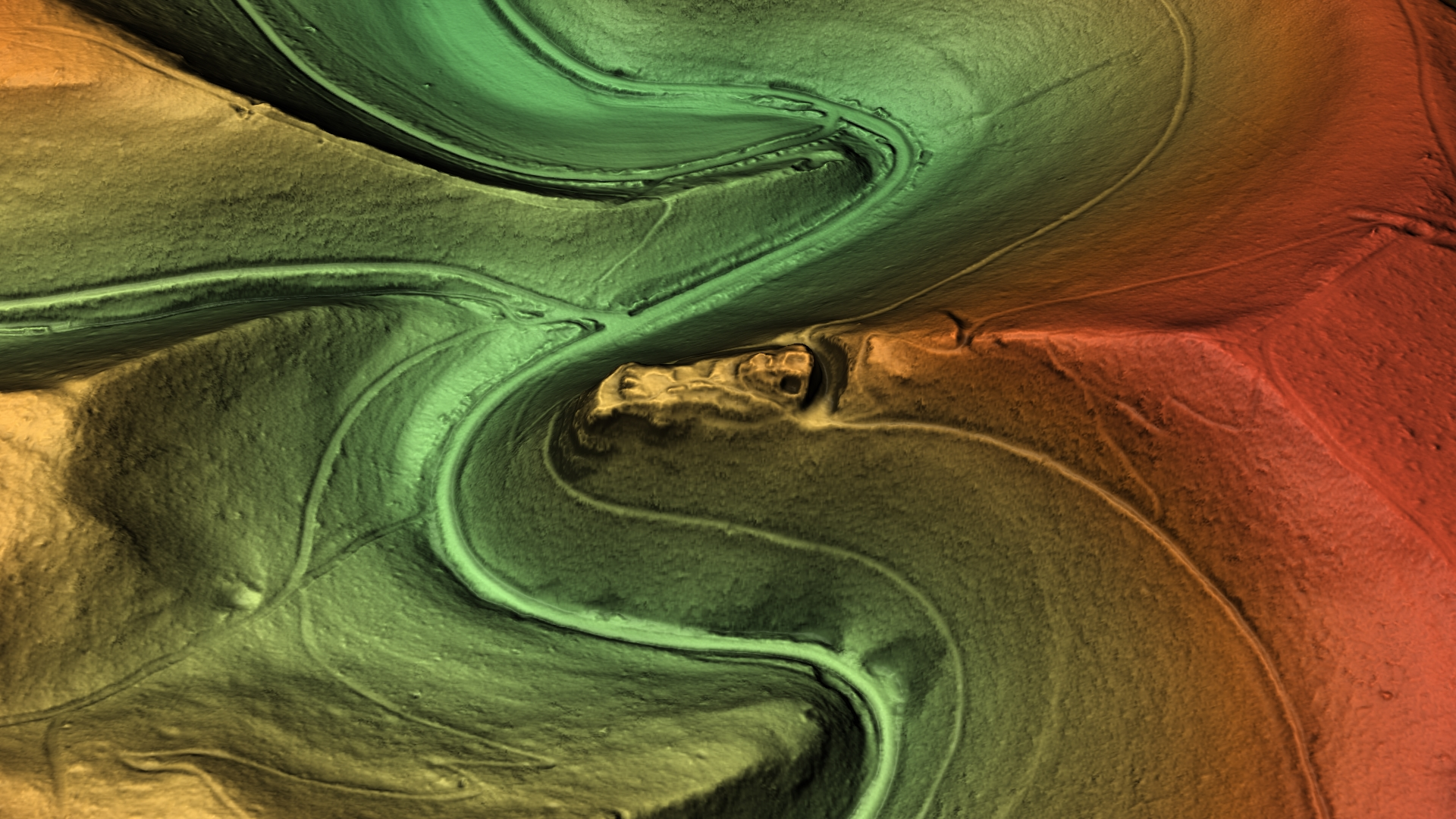
3D-Ansicht des digitalen Geländemodells

Die Habichtsburg, früher Habesburg genannt, war eine mittelalterliche Felsenburg auf einem Felssporn etwa 40 Meter über dem Grund der Haßfurtschlucht westlich der Stadt Meiningen. Sie bildete mit der Stadt und dem nördlichen Stadtteil Walldorf im Zeitraum von 1008 bis 1542 eine Exklave des Hochstifts Würzburg und besaß bereits zu ihrer Entstehungszeit eine große strategische Bedeutung.

## Lage
Die Burgruine befindet sich auf 370 m ü. NN am Ostrand der Rhön im nordwestlichen Teil des Meininger Stadtwaldes am Westhang des Kallberges (415,8 m ü. NN), rund 40 Meter über dem Grund der Haßfurtschlucht. Durch die Schlucht führt ein als „Alte Frankfurter Straße“ bezeichneter Wanderweg, der im Mittelalter eine bedeutende Handelsstraße war. Rund zwei Kilometer nördlich befand sich die würzburgische Burg Landeswehre, diese ist seit 1840 durch das Schloss Landsberg überbaut.
Die Entfernung zur Meininger Innenstadt beträgt rund 2,5 Kilometer Luftlinie. Vom westlichen Stadtrand, dem Landsberg und dem Ortsteil Dreißigacker ist die Habichtsburg über ausgeschilderte Wanderwege gut zu erreichen. Die Burg liegt etwas unterhalb vom Höhenzug des Berges auf einem Felsvorsprung. Unweit der Habichtsburg befindet sich mit dem Marienbild in der Haßfurtschlucht ein Wallfahrtsziel der katholischen Gemeinde Meiningen.

## Beschreibung
Die nur etwa 70 × 40 Meter große Burganlage ist auf einem Felsensporn platziert. Auf drei Seiten boten senkrecht abfallende Felswände den natürlichen Schutz. Aus östlicher Richtung erfolgte der Zugang durch einen bis zu sieben Meter breiten und zehn Meter tiefen Halsgraben sowie einen noch im Abstand von etwa dreißig Metern davor befindlichen, jetzt nur noch in Resten erkennbaren Sperrgraben. Eine präzise Deutung der nun vorhandenen Mauerreste und deren Datierung wird durch den Umstand erschwert, dass der Platz im 19. Jahrhundert mit einer Kunstruine überbaut wurde, deren Baumaterial aber zum Großteil aus der mittelalterlichen Burgruine entnommen wurde.
Hinter dem Halsgraben sind zunächst aufgehende Reste der östlichen Partie der Umfassungsmauer anzutreffen. Das hier vorhandene Gebäude musste im Fall eines Angriffs besonders geschützt werden, daher stand unmittelbar neben dem Gebäude der einstige Bergfried, dieser war ein aus zweischaligem Mauerwerk errichteter Rundturm (5,2 Metern Innendurchmesser). Er wurde im 19. Jahrhundert durch einen Pavillon ersetzt. Die westlich folgenden Gebäude und Hofflächen liegen in einer durch Treppen erschlossenen Felspartie auf drei Terrassenflächen. Über Größe und Aussehen der Gebäude besteht noch größere Ungewissheit, da kaum noch Reste von Mauern erkennbar sind. Im nördlichen Steilhang führt eine Treppe zu einem in den Felsen eingetieften kreisrunden Schacht von 3,1 Meter Durchmesser. Der Schacht wurde im 19. Jahrhundert, wohl in der üblichen Hoffnung auf wertvolle Funde bis zum Grund ausgehoben und damit der wissenschaftliche Befund zerstört. Heute führt der Wanderweg vorbei, dieser ermöglicht es den Besuchern einen Rundgang im Burggelände zu unternehmen.

## Geschichte
Im Jahr 1008 übergab Heinrich II. im Rahmen seiner innenpolitisch motivierten Reichskirchenpolitik durch die 1007 erfolgte Neugründung des Bistums Bamberg große Schenkungen aus dem Reichsgut an die Klöster und deren Äbte sowie die Bistümer und Bischöfe des Reiches. So kamen auch die Königsgüter Meiningen und Walldorf zum Bistum Würzburg. Zum Schutz dieser Exklave wurde unter anderem die Habichtsburg errichtet, zugleich ermöglichte die Burg die völlige Überwachung und Kontrolle der hier von Gotha nach Würzburg sowie Fulda und Frankfurt am Main führenden Handelsstraßen, der so genannten Hohen Straße, in der Haßfurt auch als Alte Frankfurter Straße bezeichnet. Im 12. Jahrhundert erwarb der Graf Goswin von Stahleck die Burg vom Würzburger Bischof. Dessen Sohn Pfalzgraf bei Rhein Hermann von Stahleck verkaufte diese 1156 an Poppo III. von Henneberg-Irmelshausen., um das Kloster Bildhausen zu finanzieren. Mit der Verlagerung der Verkehrswege verlor die Habichtsburg ihre strategische Schlüsselstellung und zerfiel. Ein späterer Wiederaufbau wurde von den Würzburgern nicht gestattet.

## Status
Die Burg steht unter Denkmalschutz und ist ein geschütztes Bodendenkmal. Sie ist Ausflugsziel und Station mehrerer Wanderwege, darunter des Premiumwanderwegs Der Meininger.

## Galerie

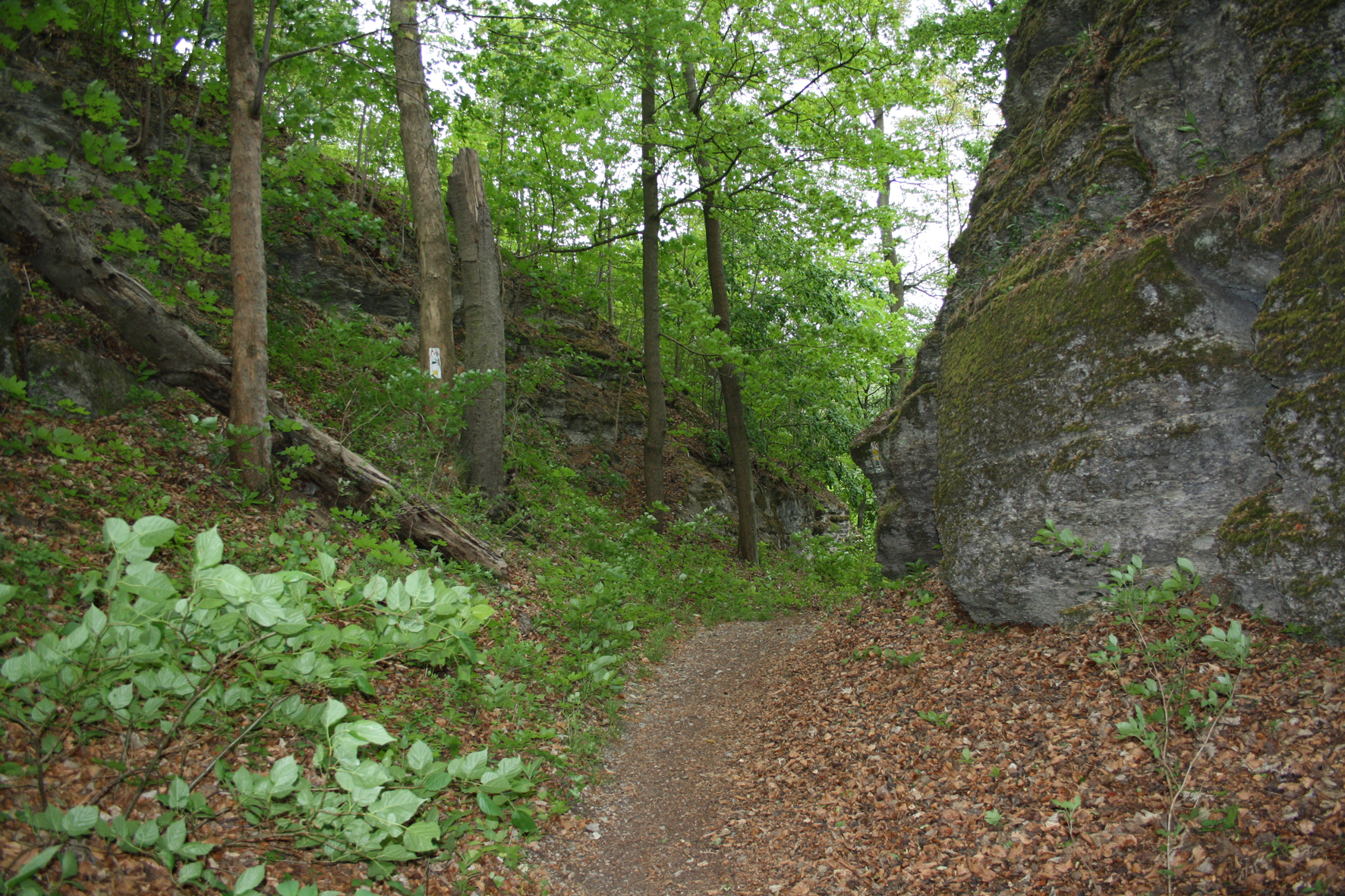
Halsgraben
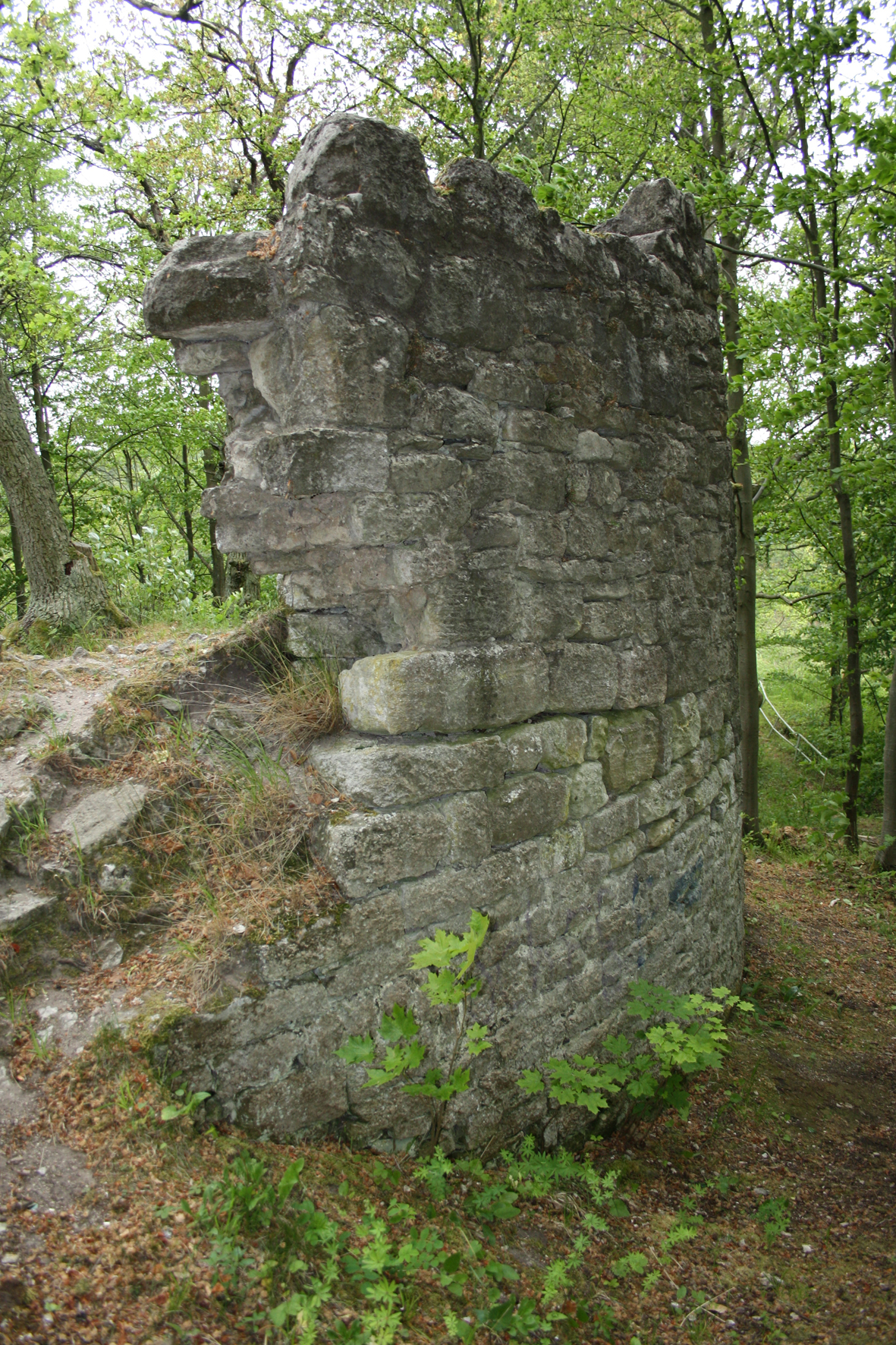
Ruine des Bergfrieds
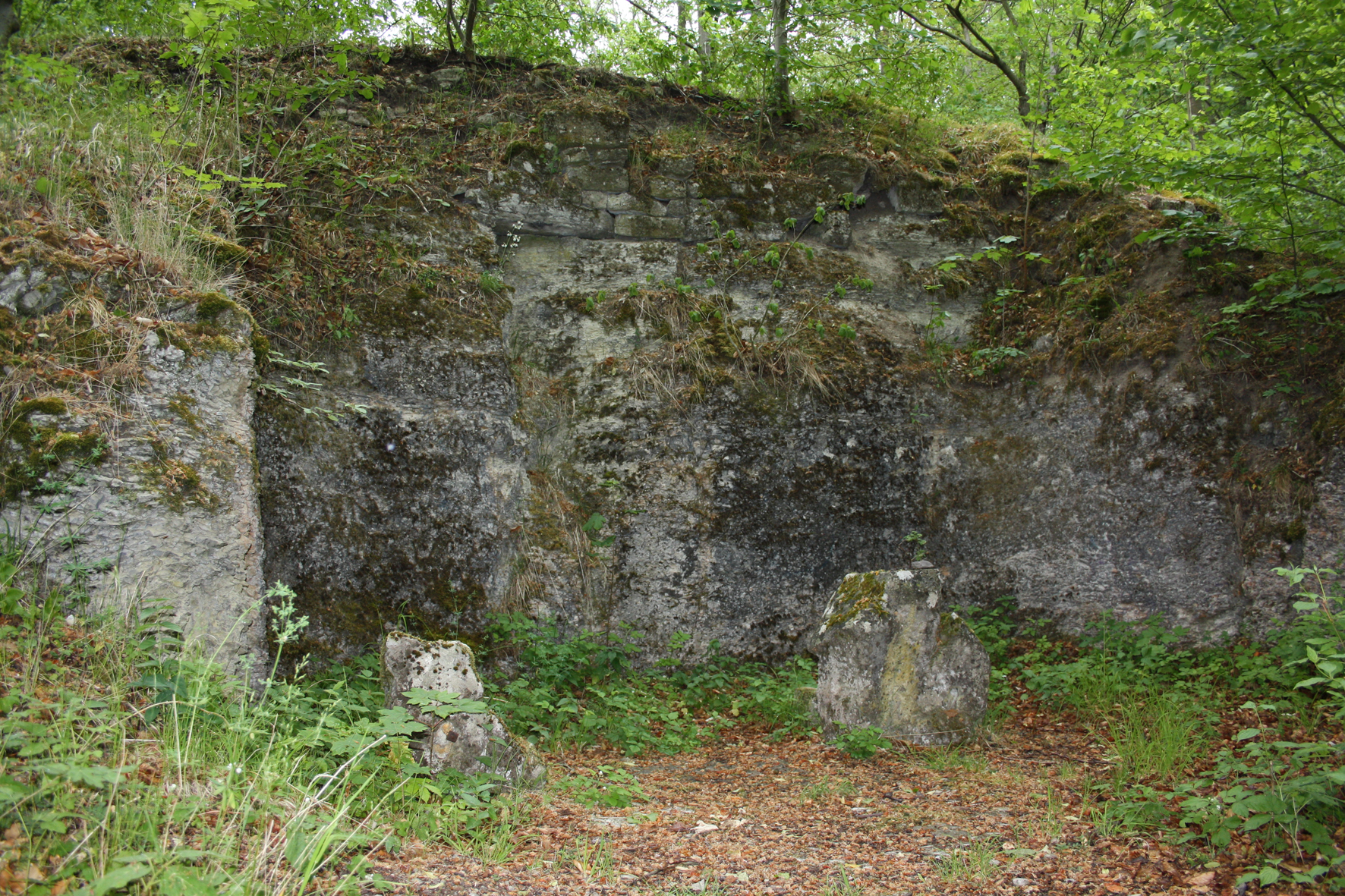
Felsenkammer
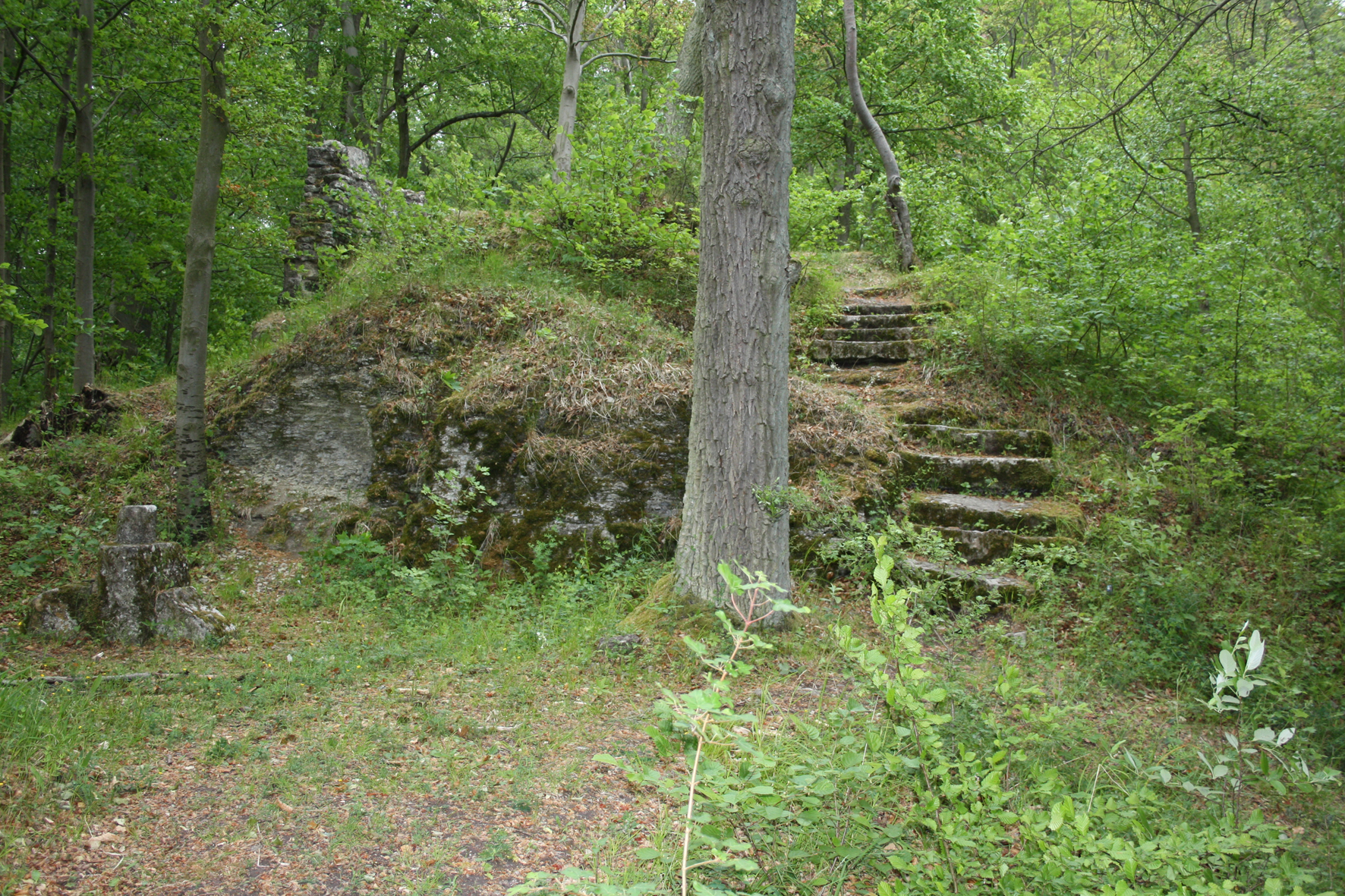
Treppen aus dem 19. Jahrhundert